# Sylvicola notialis
Sylvicola notialis is een muggensoort uit de familie van de venstermuggen (Anisopodidae). De wetenschappelijke naam van de soort is voor het eerst geldig gepubliceerd in 1965 door Stone.